# Mateus 24

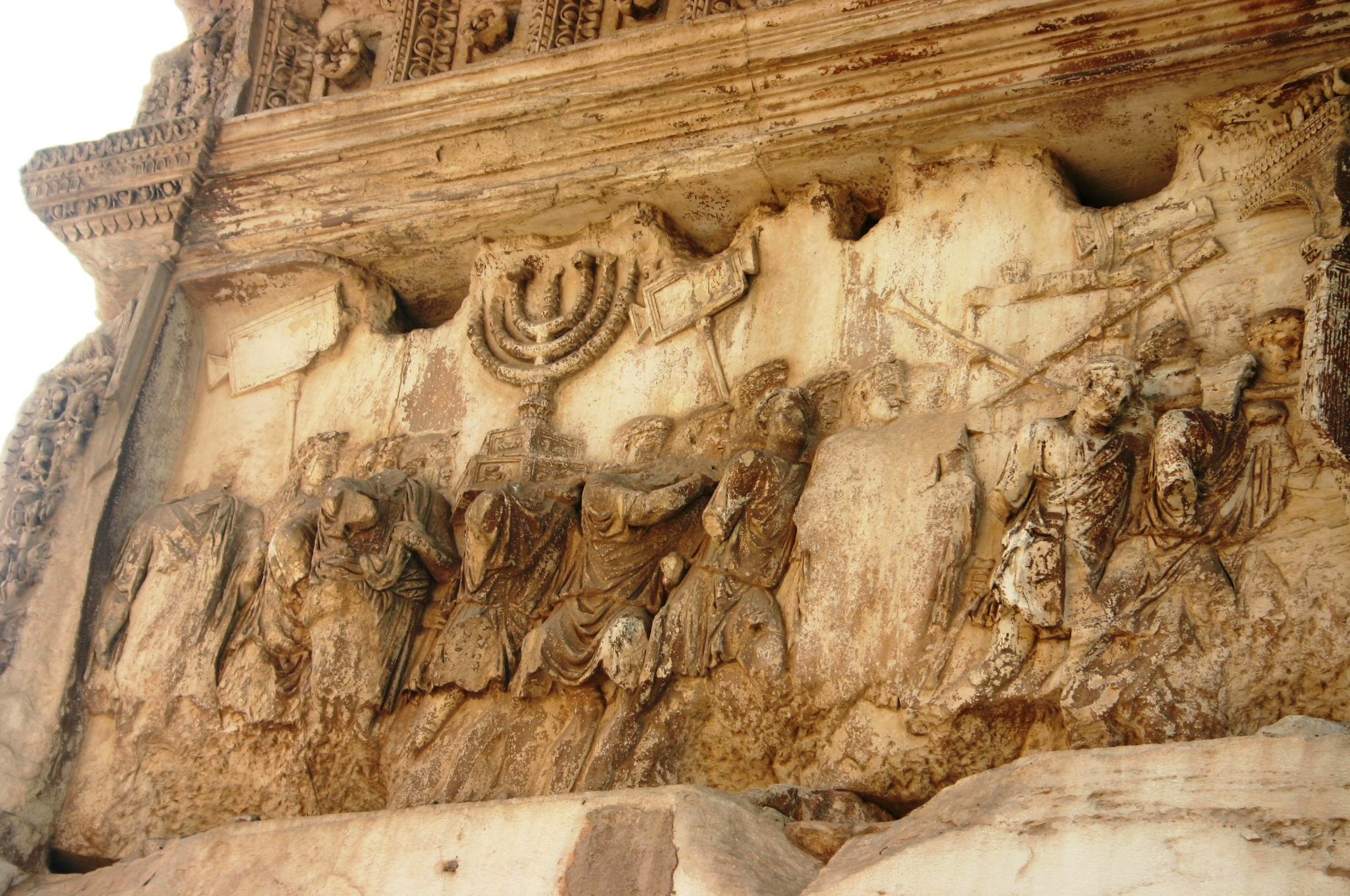
Espólios de guerra no Arco de Tito, em Roma. A destruição de Jerusalém foi profetizada por Jesus em Mateus 24 no contexto do Discurso do Monte das Oliveiras.

Mateus 24 é o vigésimo-quarto capítulo do Evangelho de Mateus no Novo Testamento da Bíblia no qual Jesus profere seu famoso Discurso do Monte das Oliveiras, sua principal doutrina escatológica.

## Discurso do Monte das Oliveiras
Este discurso aparece em Mateus 24:1–31 e também em Marcos 13 (Marcos 13:1–27) e Lucas 21 (Lucas 21:5–36). Nesse discurso, Jesus alerta seus seguidores que os mesmos passarão por tribulações e perseguições antes do triunfo final do Reino de Deus. Dentro da narrativa, este é um discurso ou sermão proferido por Jesus no Monte das Oliveiras, daí a origem do termo. Este é o último dos cinco sermões do Evangelho de Mateus e ocorre um pouco antes da narrativa sobre a Paixão de Cristo. 
Jesus trata da destruição de Jerusalém, da Grande tribulação, da "Vinda do Filho do Homem" (uma referência à sua segunda vinda) e da iminência do evento. São grandes os debates em torno da interpretação deste capítulo:p.5.

## Parábola da Figueira

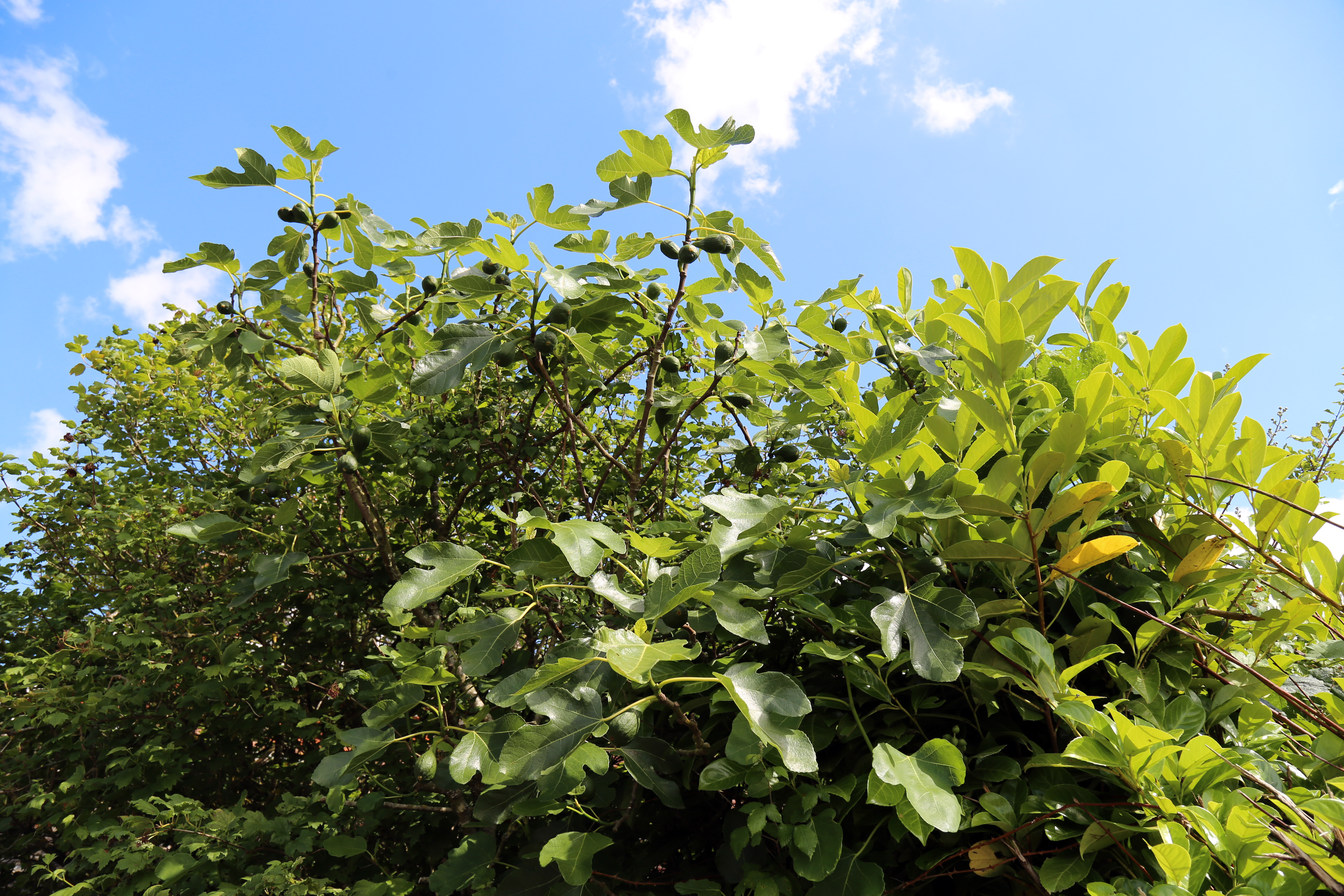
Uma figueira-comum, utilizada por Jesus na "Parábola da Figueira", sobre os sinais de sua Segunda vinda.

Logo em seguida, Jesus conta a "Parábola da Figueira", que aparece também em Marcos 13 (Marcos 13:28–31) e Lucas 21 (Lucas 21:29–33). Esta parábola, ainda no contexto da profecia da Segunda Vinda, aparece em Mateus 24:32–35. Ela fala sobre o Reino de Deus através de uma figueira, que, quando começa frutificar, é sinal da iminência do que virá a acontecer. Mateus apresenta esta parábola num contexto escatológico, como as folhas da figueira, os sinais que ele acaba de revelar no Discurso das Oliveiras imediatamente antes, uma indicação da vinda do Reino de Deus.

## Segunda vinda
Jesus segue afirmando que «Mas daquele dia e daquela hora ninguém sabe, nem os anjos dos céus, nem o Filho, senão só o Pai.» (Mateus 24:36), ressaltando que o momento chegará subitamente, como foi na época do dilúvio de Noé. As pessoas serão pegas de surpresa e somente os vigilantes estarão preparados.

## Parábola do Servo Fiel
Para reforçar o tema da vigilância, Jesus conta mais uma parábola em Mateus 24:42–51, Marcos 13 (Marcos 13:34–37) e Lucas 12 (Lucas 12:35–48). Em Mateus, a parábola começa com a liminar: «Portanto vigiai, porque não sabeis em que dia vem o vosso Senhor» (Mateus 24:42). Em outras palavras, o discípulo "deve ficar preparado para vinda de seu Senhor, mantendo-se alerta e acordado no seu posto". Mesmo que possam haver sinais da Segunda Vinda de Cristo, a hora exata é desconhecida. Logo depois, segue a Parábola das Dez Virgens, que segue esta parábola em Mateus. 
A segunda parte da parábola inclui uma advertência de que, "a quem muito é dado, muito será exigido". 